# Região Geoadministrativa de Campina Grande
A Região Geoadministrativa de Campina Grande é uma região Geoadministrativa brasileira localizada no estado da Paraíba. É formada por 38 municípios.
Inicialmente era constituída por 39 municípios, mas o município de Arara passou a pertencer a Região Geoadministrativa de Solânea, instituída pela lei complementar estadual 115 de 21 de janeiro de 2013.
Seus gerentes regionais são Eudes Leal, José Ivones, Joselia Fernandes, Gelda Maria, Cibelle Jovem Lea, Cosmo Junior Morais da Silva.

## Municípios
- Alagoa Grande
- Alagoa Nova
- Alcantil
- Algodão de Jandaíra
- Areia
- Areial
- Aroeiras
- Assunção
- Barra de Santana
- Barra de São Miguel
- Boa Vista
- Boqueirão
- Cabaceiras
- Campina Grande
- Caturité
- Esperança
- Fagundes
- Gado Bravo
- Juazeirinho
- Lagoa Seca
- Livramento
- Massaranduba
- Matinhas
- Montadas
- Natuba
- Olivedos
- Pocinhos
- Puxinanã
- Queimadas
- Remígio
- Riacho de Santo Antônio
- Santa Cecília
- São Domingos do Cariri
- São Sebastião de Lagoa de Roça
- Soledade
- Taperoá
- Tenório
- Umbuzeiro